# Randia canescens
Randia canescens là một loài thực vật có hoa trong họ Thiến thảo. Loài này được Greenm. miêu tả khoa học đầu tiên năm 1900.